# Ignacio Nieto y Roa
Ignacio Nieto y Roa (Moquegua, ? - Arequipa, 1775), militar, funcionario y noble criollo en el Virreinato del Perú. Primer Conde de Alastaya.

## Biografía
Hijo de Francisco Nieto y Peñalosa, y de María Roa y Vargas-Carbajal. A temprana edad sentó plaza en las milicias provinciales, y sucesivamente le fueron extendidos los despachos de teniente (9 de noviembre de 1753) y capitán de caballería (23 de agosto de 1755). Designado alcalde de la Santa Hermandad en su villa natal, y luego en Potosí, fue regidor de Moquegua (desde 1760) y alcalde ordinario (1769).
Viajó a la corte de Madrid, donde se le invistió con el hábito de caballero de la Orden de Calatrava y, previa presentación de 160.000 reales a la Tesorería General de Madrid, se le otorgó el título de conde de Alastaya (nombre de una hacienda de olivos y viñas que poseía en el valle de Ilo) el 10 de octubre de 1769. Por tal circunstancia quedó redimido de lanzas y medias anatas. También obtuvo nombramiento como corregidor de La Paz (26 de enero de 1773), pero no tomó posesión de aquel cargo pues murió cuando preparaba el viaje a aquella ciudad. Fue sucedido como conde por su hermano Antonio Nieto y Roa quien también recibió el encargo de encargarse del Corregimiento de La Paz.